# DAML
I bestræbelserne på at skabe en semantisk web sigter DARPA Agent Markup Language (DAML) mod udviklingen af en ny generation af World Wide Web, som tænkes som en web, der ikke alene, som i dag, blot kan vise indhold, men også forstå indholdets mening.
DAML-programmet har affødt opmærkningssproget DAML+OIL — en kombination af DAML og OIL (Ontology Integration Language), som 2001 blev indgivet til godkendelse hos W3C.
Meget af arbejdet med DAML er nu inkorporeret i OWL.